# Toxorhina (Toxorhina) distalis
Toxorhina (Toxorhina) distalis is een tweevleugelige uit de familie steltmuggen (Limoniidae). De soort komt voor in het Neotropisch gebied.